# Kader (prénom)
Kader est la translittération première de deux prénoms arabes masculins, arabe : قادر, également orthographié Ghader, Qader ou Qadir et arabe : قدیر, également orthographié Gadir, Ghadir, Kadeer, Kadir, Qadeer ou Qadir. C'est aussi l'un des Noms de Dieu en islam, signifiant "Tout-puissant".

## Prénom

### Gadir
- Gadir Gousseinov (né en 1986), un joueur d'échecs russe puis azerbaïdjanais

### Kader
- Kader Abdolah (né en 1954), un écrivain perse qui s'est installé aux Pays-Bas et qui écrit en néerlandais
- Kader Arif (né en 1959),  un homme politique français
- Kader Khan (né en 1937), un scénariste, acteur et producteur indien de Bollywood
- Abdel Kader Sylla (né en 1990), un joueur seychellois de basket-ball

### Kadir
- Kadir İnanır (né en 1949), un acteur et réalisateur turc
- Kadir Topbaş (né en 1945), un architecte et homme politique turc, ancien maire d'Istanbul

## Nom de famille
- Abdel Gadir Salim, un musicien soudanais
- Foued Kadir (née en 1983),  un footballeur international algérien
- Rebiya Kadeer (née en 1947), une militante des droits de l'homme de l'ethnie ouïgoure